# La Rencontre (film, 1922)
Pour les articles homonymes, voir La Rencontre et Till We Meet Again.
Pour plus de détails, voir Fiche technique et Distribution.
La Rencontre (titre original : Till We Meet Again) est un film muet américain perdu réalisé par Christy Cabanne, sorti en 1922.

## Fiche technique
- Titre original : Till We Meet Again
- Réalisation : Christy Cabanne
- Scénario : Edmund Goulding d'après une histoire de Christy Cabanne
- Photographie : Philip Armand, William H. Tuers
- Direction artistique : Joseph Clement
- Société de production : Dependable Pictures
- Société de distribution : Associated Exhibitors
- Pays de production :  États-Unis
- Format : noir et blanc — 35 mm — 1,33:1 — Film muet
- Genre : drame
- Durée : 60 minutes
- Dates de sortie :
  - États-Unis : 15 octobre 1922[1]
  - France : 4 janvier 1924

## Distribution
- Julia Swayne Gordon : Mrs. Whitney Carter
- Mae Marsh : Marion Bates
- J. Barney Sherry : Arthur Montrose
- Walter Miller : Jim Brennan
- Norman Kerry : Robert Carter
- Martha Mansfield : Henrietta Carter
- Tammany Young : Sam McGuire
- Danny Hayes : Pete Morrison
- Dick Lee : Clarence De Vere
- Cyril Chadwick : membre du gang

## Préservation
Aucune trace du film ne figurant dans les archives, c'est un film perdu.